# Sukhoi Superjet 100

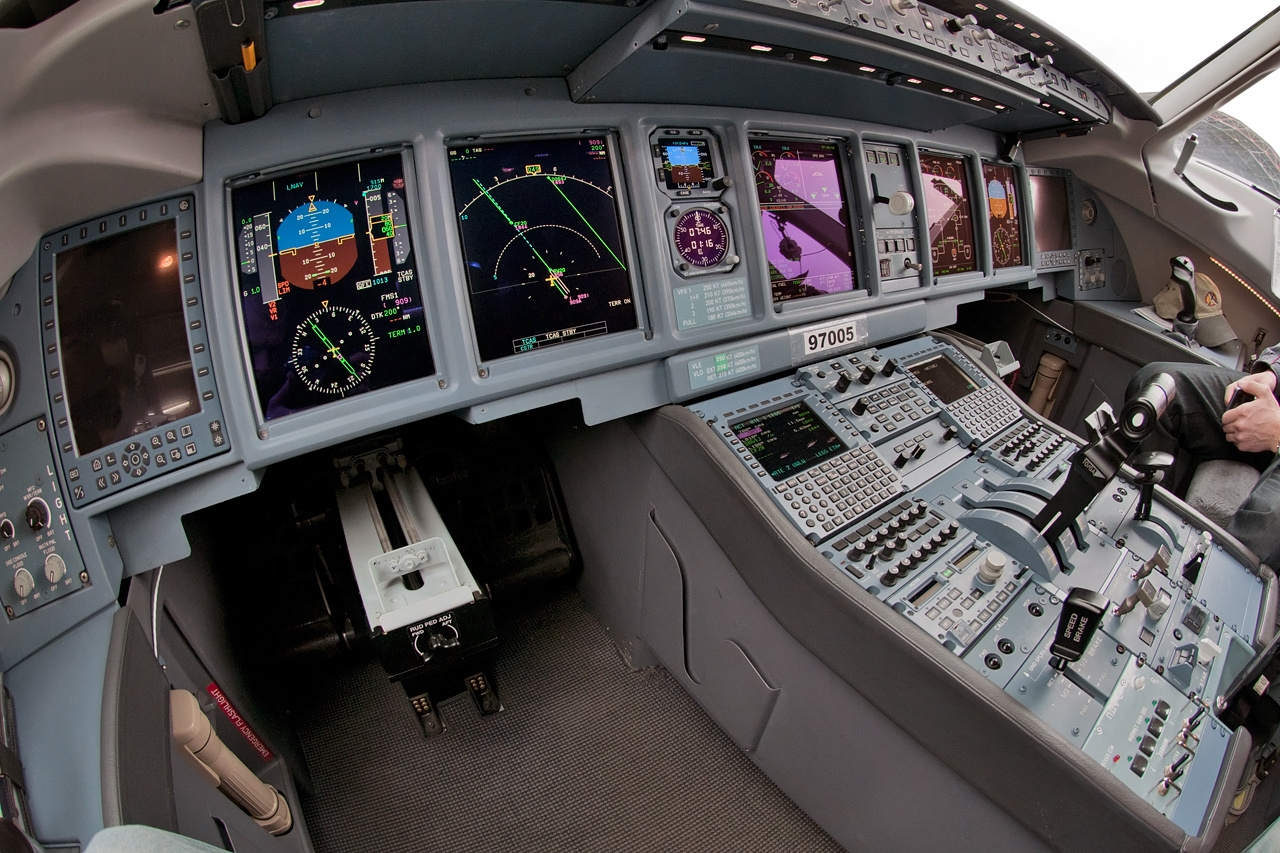
La cabina di pilotaggio di un Sukhoi Superjet 100.

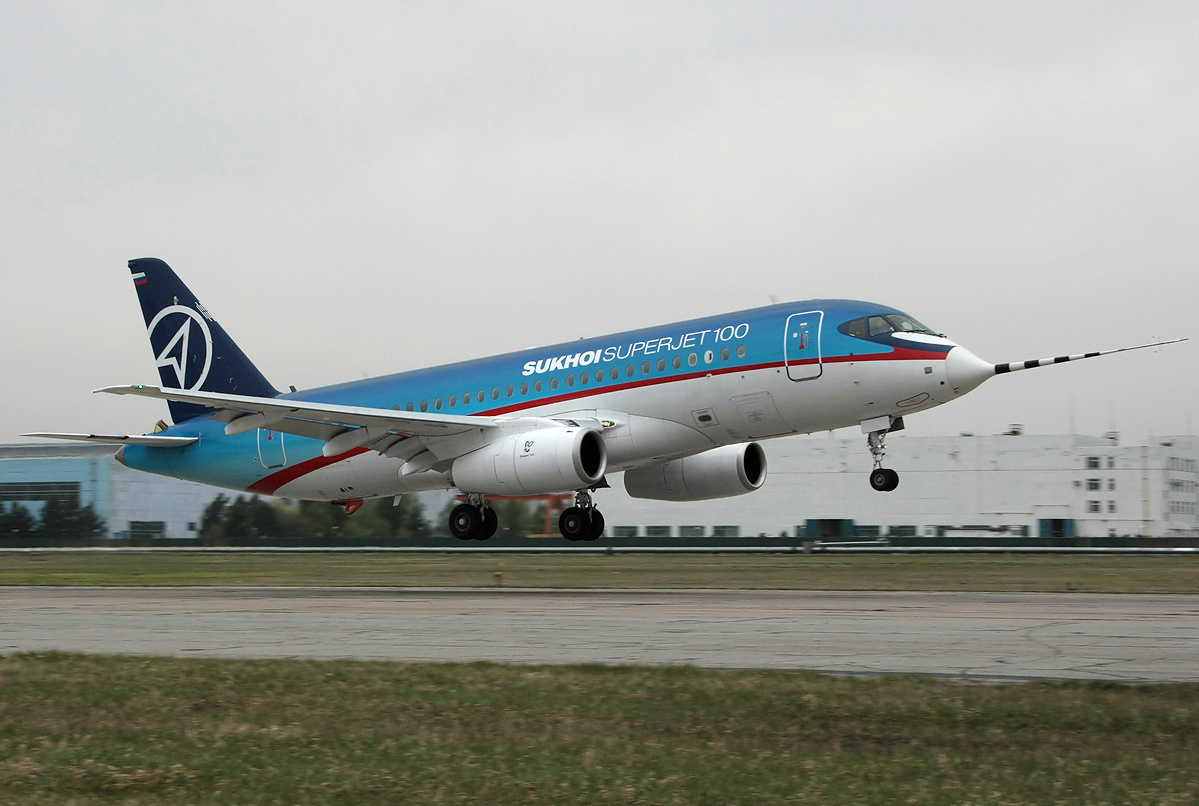
Il prototipo del Sukhoi Superjet 100 nella fase di decollo.

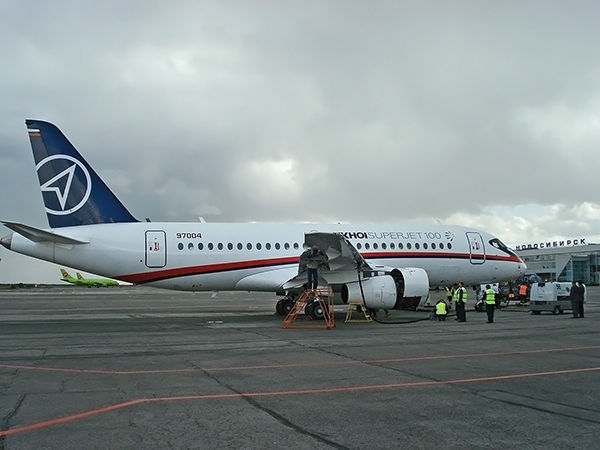
La vista laterale dell'esemplare di Sukhoi Superjet 100 andato perso nell'incidente del 9 maggio 2012 in Indonesia.

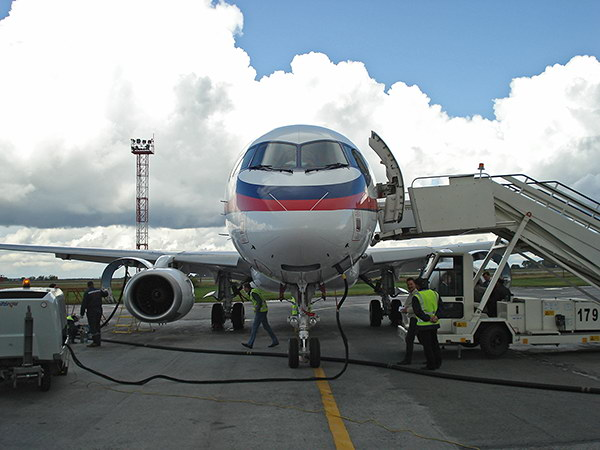
La vista frontale del Sukhoi Superjet 100.

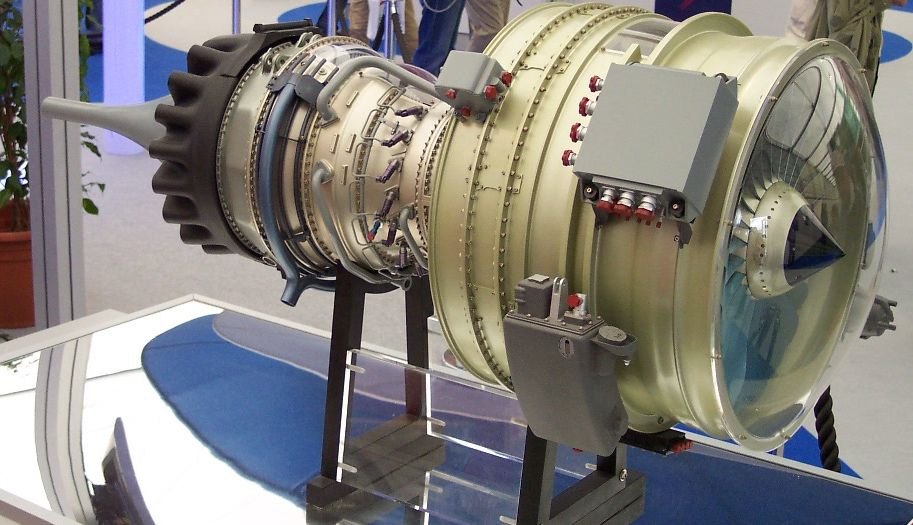
Il prototipo del SaM 146 del Sukhoi Superjet 100.

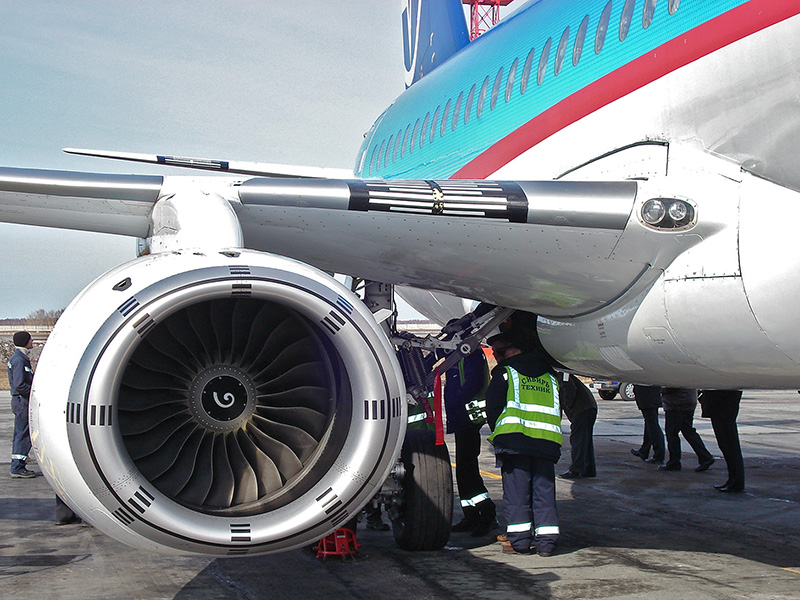
La vista frontale del Sam 146 montato sul Sukhoi Superjet 100.

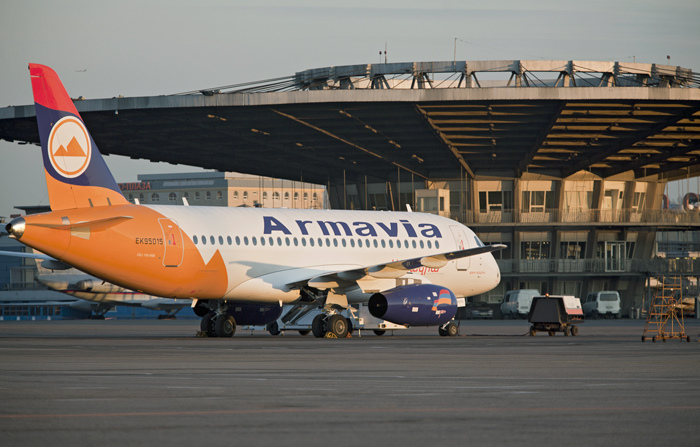
Il primo esemplare di serie del Sukhoi Superjet 100 della Armavia all'aeroporto di Mosca-Šeremet'evo.

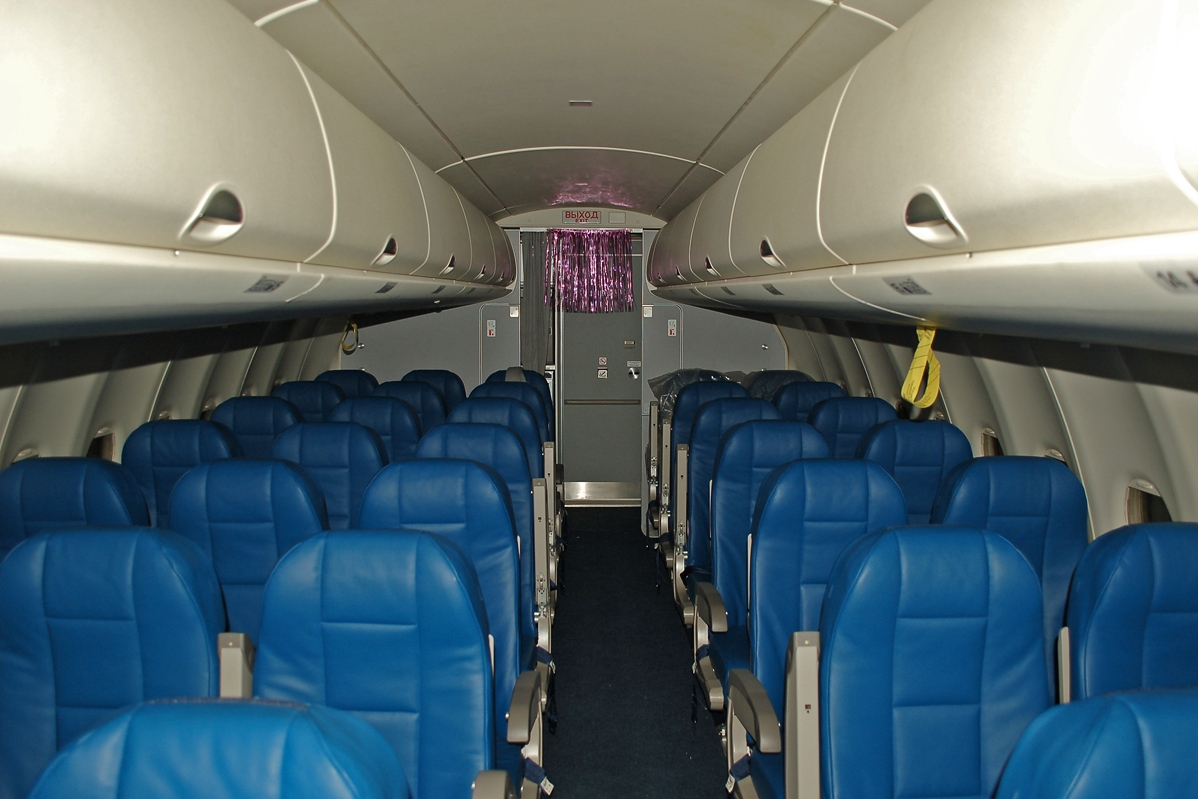
La classe economica del primo Sukhoi Superjet 100 della armena Armavia.

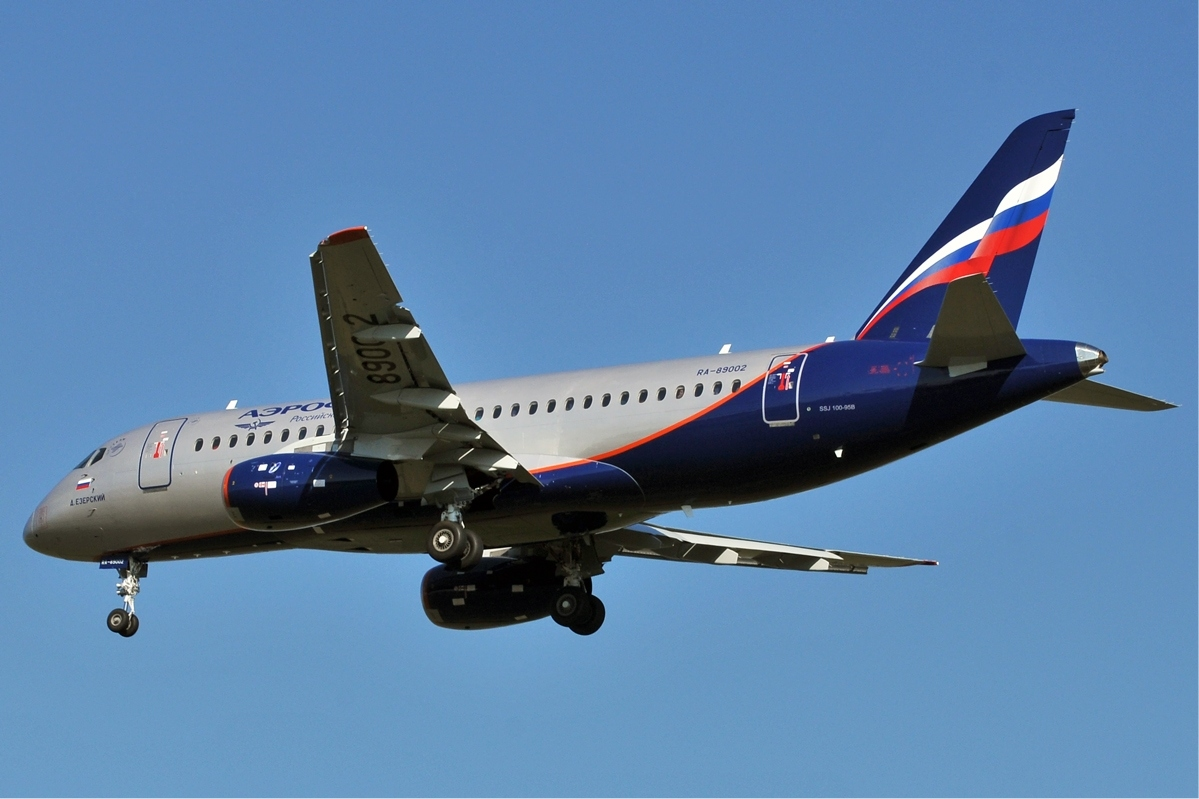
Il terzo esemplare di serie del Sukhoi Superjet 100 nella livrea della russa Aeroflot.

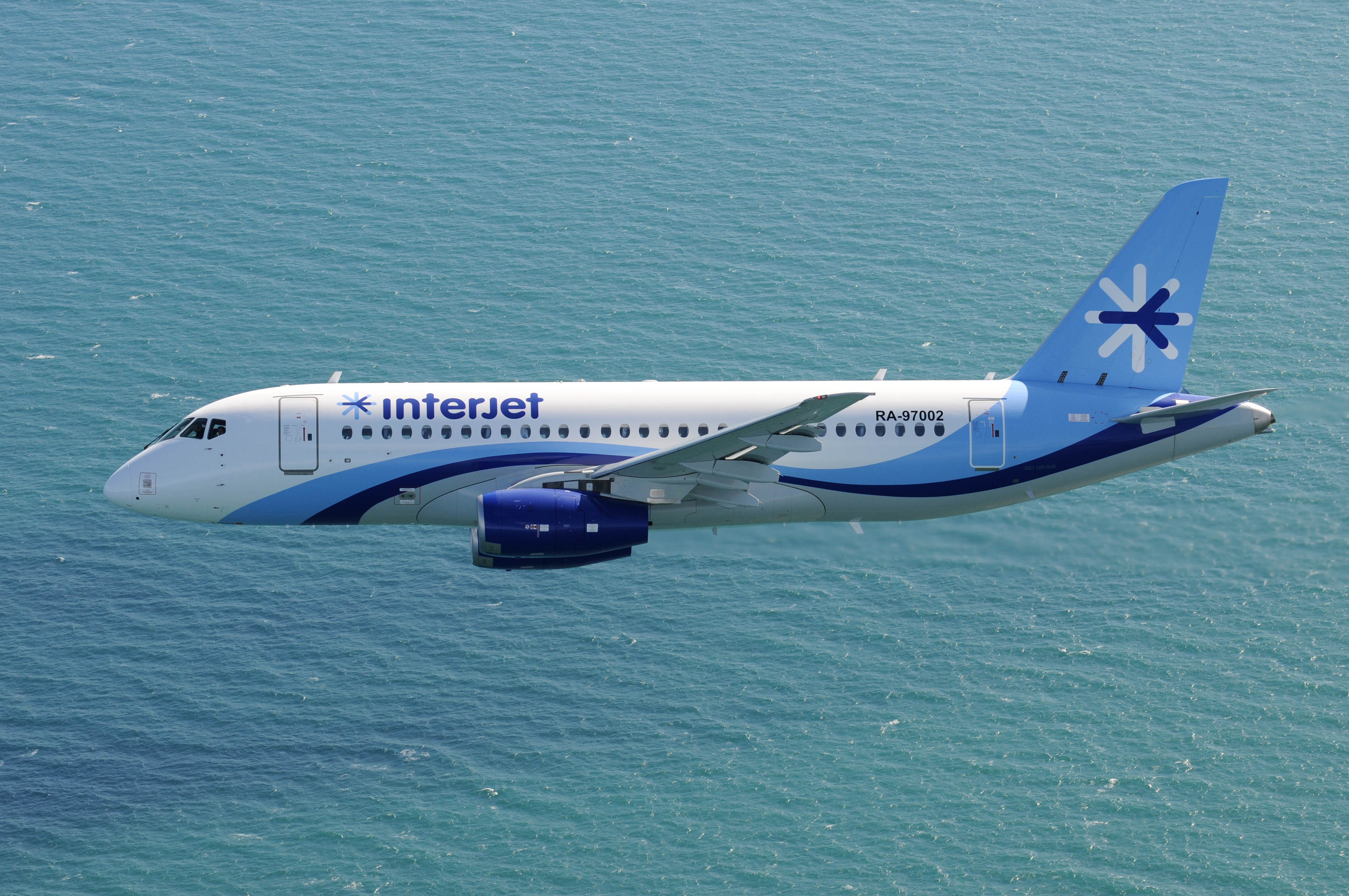
Sukhoi Superjet 100 nella livrea della messicana Interjet, in volo sopra Venezia.

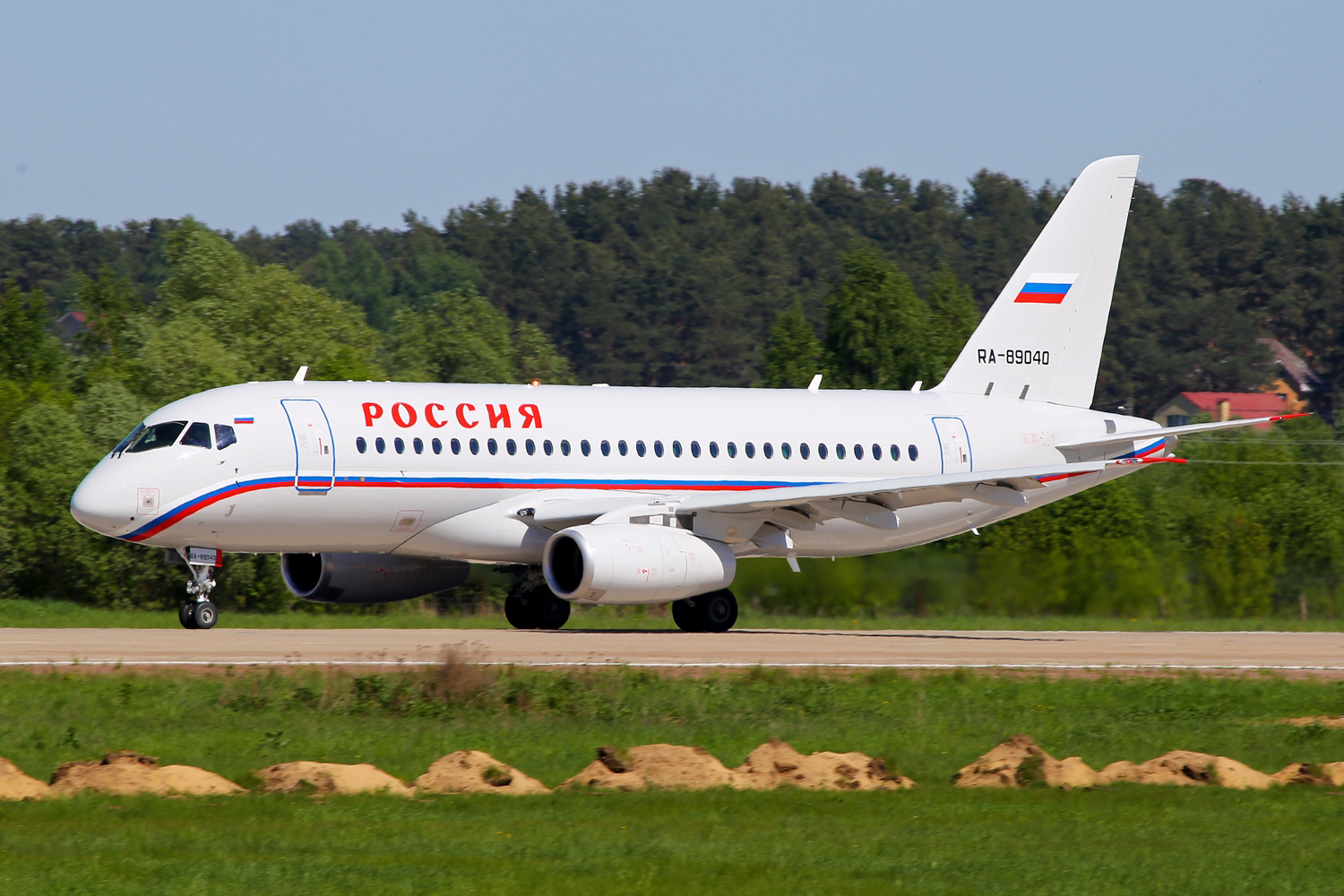
Sukhoi Superjet 100-95LR nella livrea della Rossija Airlines.

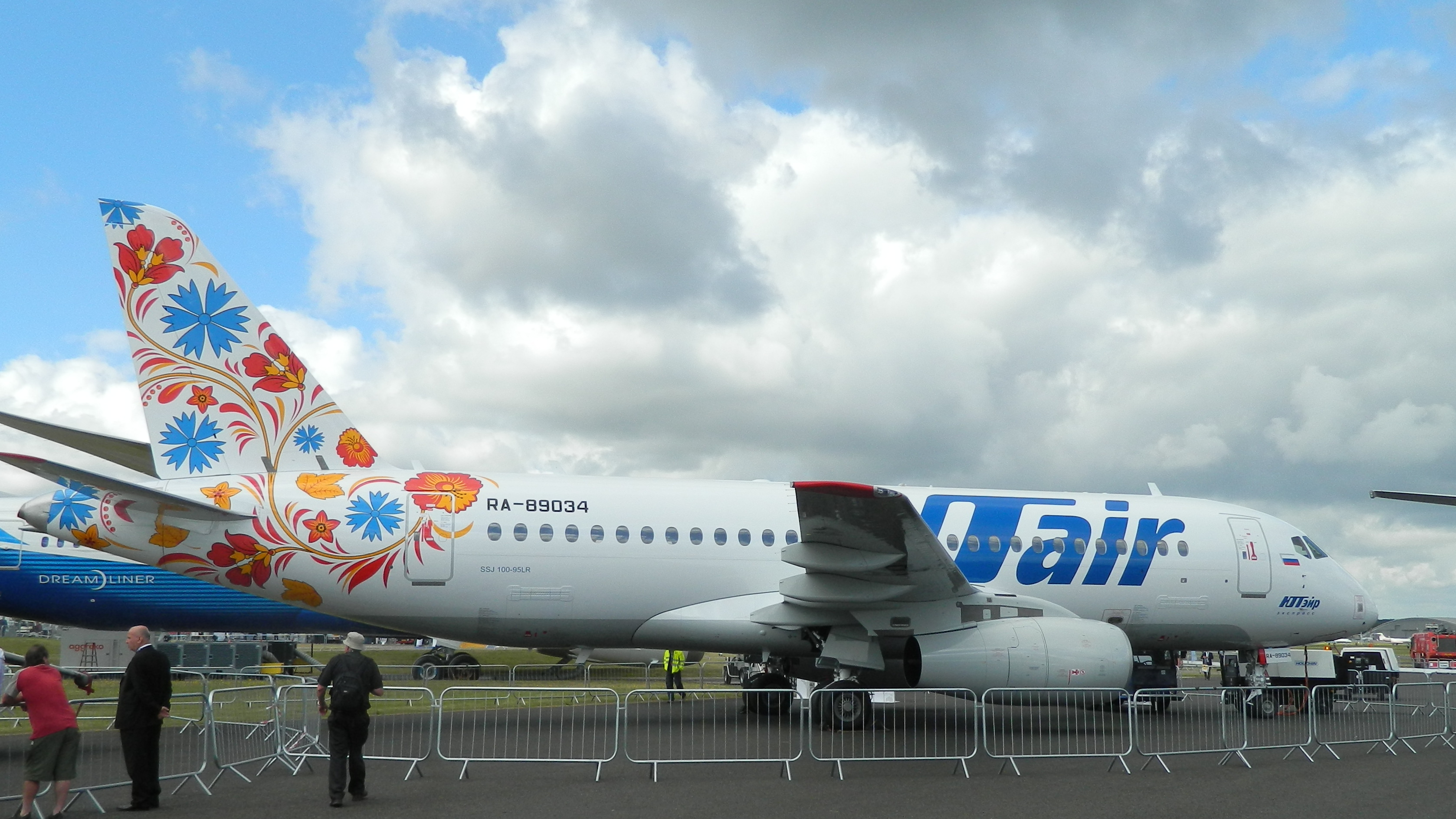
Sukhoi Superjet 100-95LR nella livrea della russa UTair.

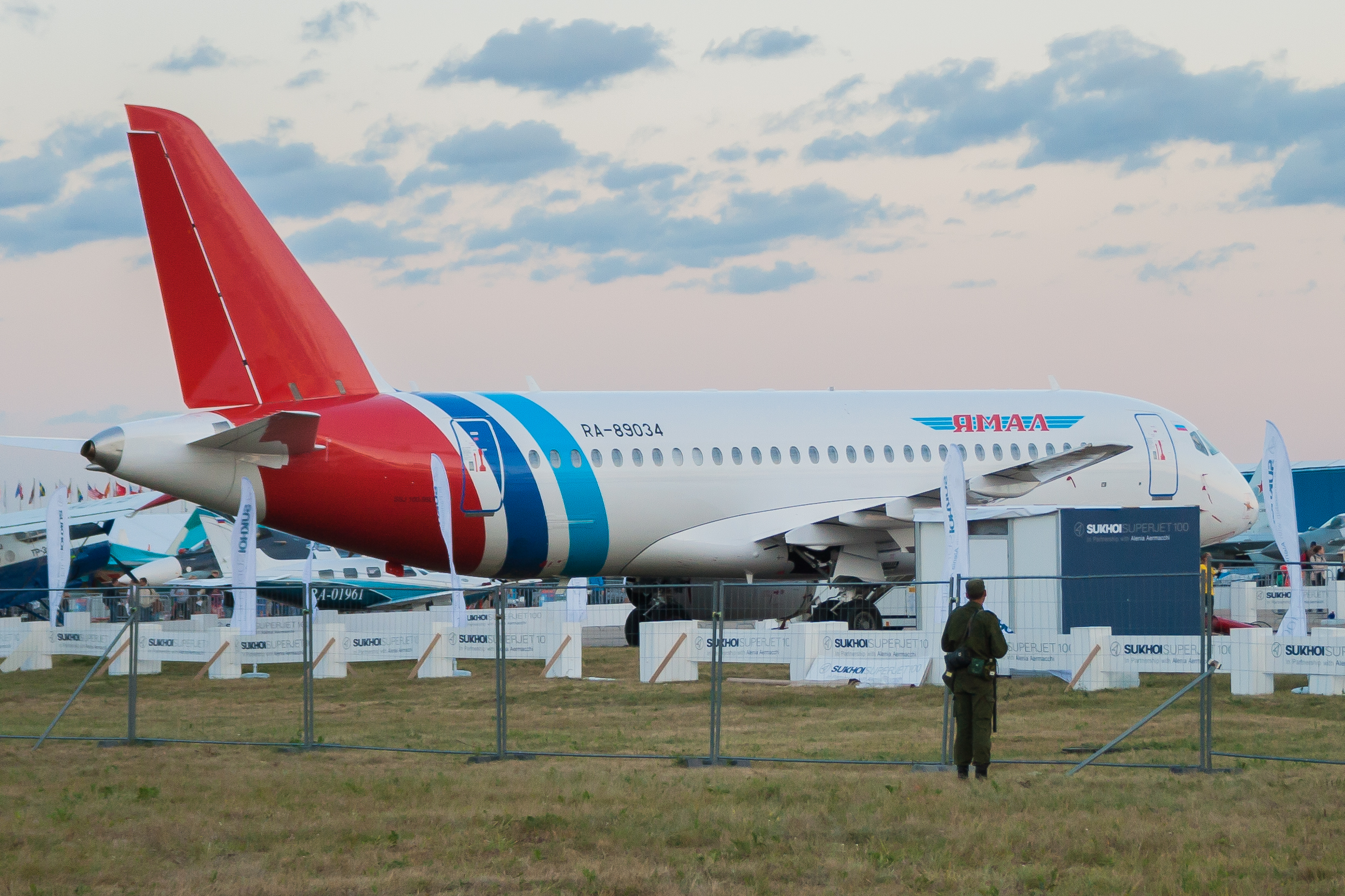
Sukhoi Superjet 100-95LR nella livrea della russa Jamal Airlines.

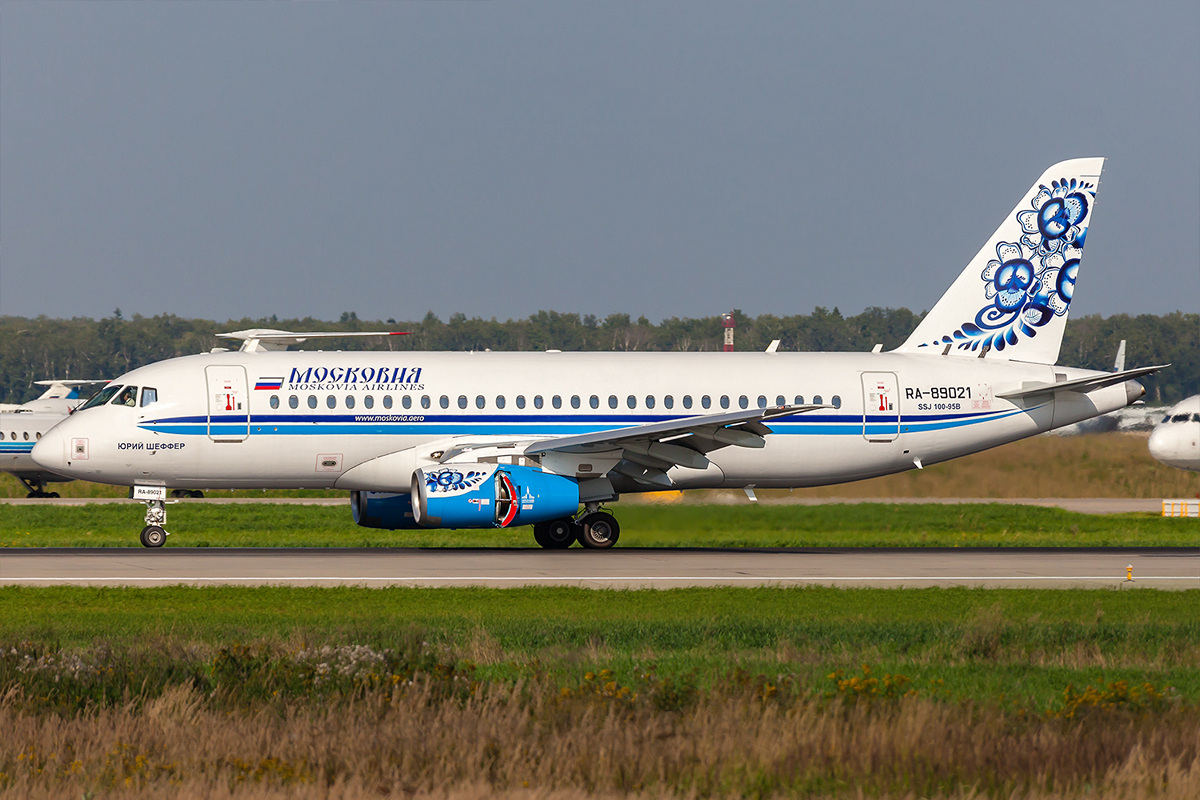
Sukhoi Superjet 100-95B nella livrea della russa Moskovia Airlines.

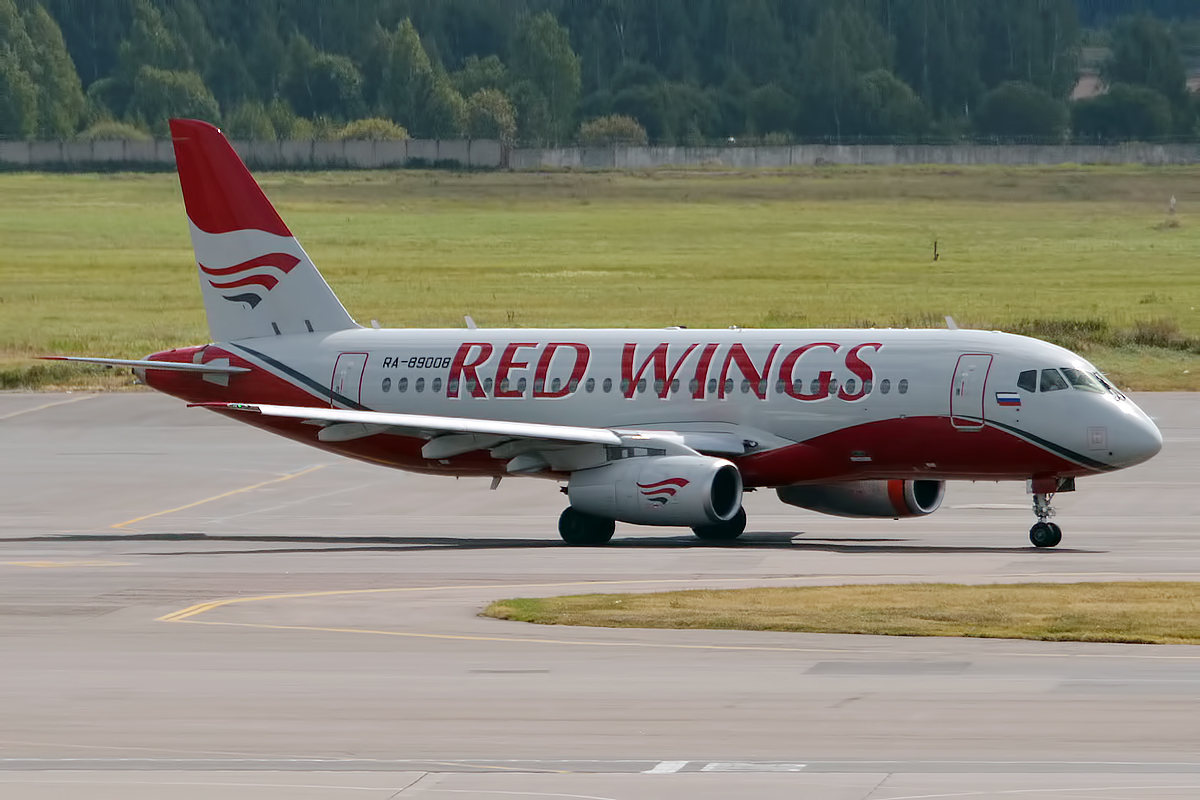
Sukhoi Superjet 100-95B nella livrea della russa Red Wings Airlines.

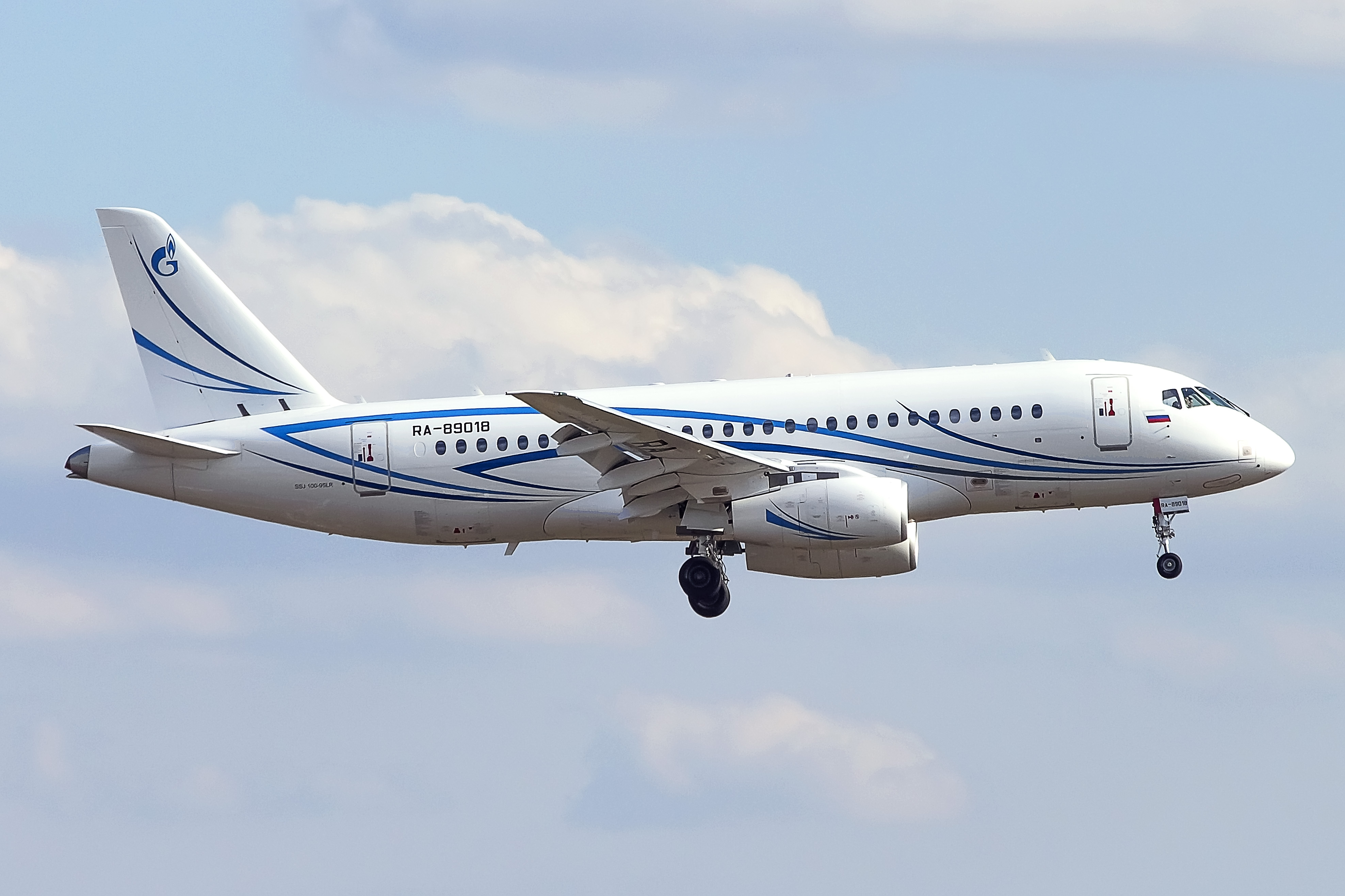
Sukhoi Superjet 100-95LR nella livrea della russa Gazpromavia.

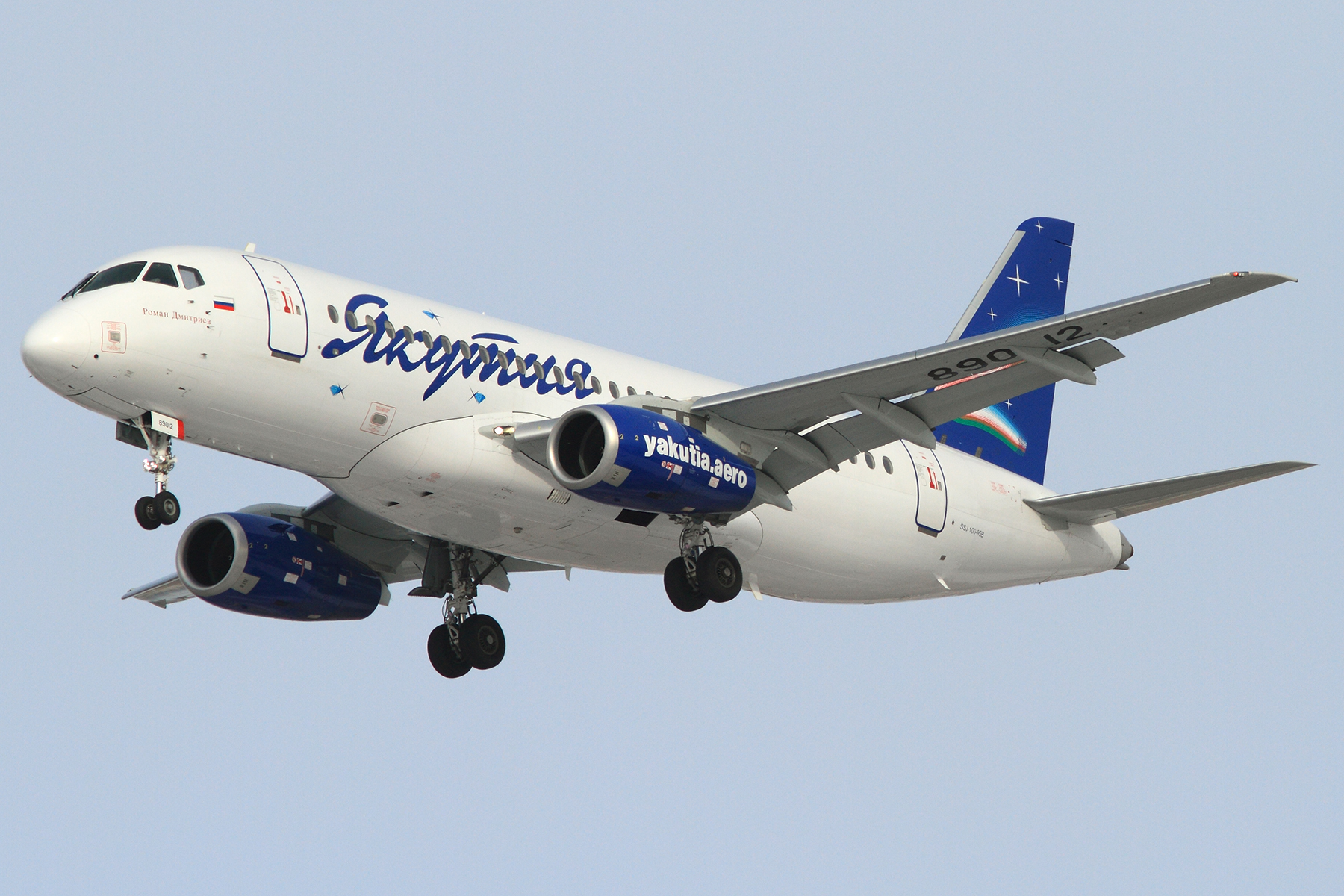
Sukhoi Superjet 100-95B nella livrea della russa Jakutavia.

Il Sukhoi Superjet 100 / SSJ100 (in cirillico: Сухой Суперджет 100), anche noto inizialmente come RRJ (Russian Regional Jet ), è un aereo di linea regionale a corto raggio, di progetto italo-russo, sviluppato negli anni 2000 dalla Sukhoi Civil Aircraft Company, in collaborazione con Alenia Aermacchi (dal 2016 Leonardo), ed entrato in servizio in Aeroflot a partire dal 2010.
Progettato per trasportare fino a 98 passeggeri a seconda della configurazione scelta, il Superjet 100 è stato sviluppato in numerose versioni, tra cui una a lungo raggio (SSJ100-LR) capace di 4.500km di autonomia ed una VIP denominata SBJ.
A seguito delle sanzioni a cui è stato sottoposto il comparto aeronautico russo a partire dal 2022, tra cui la sospensione del certificato di volo EASA, è in fase di introduzione una nuova versione del velivolo dotata di propulsori e componenti di sola produzione domestica denominata SJ-100, in precedenza nota come SSJ-NEW, sospendendo qualsiasi collaborazione con partner stranieri.
Al momento della sospensione della produzione, avvenuto a gennaio 2023, ne sono stati prodotti in 232 esemplari.

## Storia del progetto
In occasione del MAKS Airshow a Mosca, nell'agosto 2005, l'Agenzia federale russa per l'industria, Sukhoi Aviation Holding, gruppo Finmeccanica ed Alenia Aermacchi firmarono un memorandum di intesa sullo sviluppo della cooperazione nel programma RRJ, che vide la firma dell'accordo di partnership strategica a Mosca il 20 giugno 2006. Il programma RRJ contemplava la progettazione, lo sviluppo, la produzione, la commercializzazione ed il supporto di una famiglia di nuova generazione di jet regionale da 75-100 posti.
Il 19 maggio 2008 il pilota russo Aleksandr Jabloncev (in russo: Александр Яблонцев) effettuò il primo volo del Sukhoi Superjet 100 sulla pista aziendale della KnAAPO a Komsomol'sk-na-Amure, in Russia.
Il 10 giugno 2009 il Sukhoi Superjet 100 atterrò all'aeroporto di Parigi-Le Bourget per la partecipazione al Salone di Le Bourget 2009.
Il 25 luglio 2009 il terzo prototipo del Sukhoi Superjet 100 (SN 95004) effettuò il primo volo a Komsomolsk sull'Amur, decollando alle 19:44 e atterrando alle 21:05. L'aereo era pilotato dai russi Nicolai Pušenko (Николай Пушенко) e Sergej Korostiev (Сергей Коростиев).
Il 5 agosto 2009 la compagnia di bandiera russa Aeroflot ha aperto le vendite dei primi biglietti sui voli di linea con il nuovo Sukhoi Superjet 100 sul sito ufficiale. Come primo volo di linea col Superjet, era stato annunciato il volo nazionale Mosca-Šeremet'evo-Čeljabinsk-Balandino del 28 dicembre 2009 che però fu effettuato da un altro aeromobile dati i ritardi nelle consegne del SSJ. Inoltre, i voli di linea con i nuovi aerei sono stati annunciati sulle rotte nazionali Mosca-SVO -Anapa, Mosca-SVO - Astrachan'.
Il 4 febbraio 2010 il quinto aereo Sukhoi Superjet 100 ha effettuato il primo volo a Komsomolsk sull'Amur. Inoltre, è stato comunicato che l'entrata in servizio del nuovo tipo dell'aereo, prevista per l'inizio del 2010, veniva spostata alla seconda parte del 2010 per i problemi di certificazione del turbofan francese-russo PowerJet SaM146, che deve essere montato di serie sull'aereo.
Il 24 febbraio 2010 il prototipo del Sukhoi Superjet 100 (SN 95004) ha effettuato il volo di certificazione nelle condizioni di estremo freddo sulla rotta Mosca - Novosibirsk - Jakutsk.
Il 27 maggio 2010 il motore PowerJet SaM146 ha terminato con successo tutti i collaudi previsti per il rilascio del certificato ЕАSA: 3500 ore di volo con un totale di 7000 ore di lavoro.
Il 13 agosto 2010 il Comitato Interstatale dell'Aviazione (in russo: Межгосударственный Авиационный Комитет) ha messo in vendita il certificato di tipo no.315-АМД per il motore SaM 146, creato dalla PowerJet, partecipata della russa NPO Saturn (in russo: НПО «Сатурн») di Rybinsk e della francese Snecma, per gli aerei Sukhoi Superjet 100 (RRJ-95B).
Il 20 agosto 2010 il primo Sukhoi Superjet 100 è atterrato all'aeroporto di Torino-Caselle. L'aereo è arrivato in Italia per effettuare alcuni test, sia a Caselle, sia all'aeroporto di Cuneo-Levaldigi.
Il 24 agosto 2010 la russa NPO Saturn di Rybinsk ha effettuato la consegna del primo motore SaM 146 di serie per il primo Sukhoi Superjet 100 di serie in assemblaggio all'impianto della Sukhoi Civil Aircraft a Komsomol'sk-na-Amure. È stata annunciata la consegna, entro la fine del 2010, di altri 12 SaM 146 per i primi 6 esemplari di serie di Sukhoi Superjet 100.
Il 4 ottobre 2010 la compagnia aerea russa UTair ha comunicato che, in seguito al concorso per la sostituzione della flotta degli aerei Tupolev Tu-134, l'aereo Sukhoi Superjet 100 è stato scelto come il velivolo che maggiormente può soddisfare i requisiti tecnici e l'efficienza economica, tra più di 15 modelli di aerei a corto-medio raggio, presentati alla compagnia, con capacità di 75-80 posti e di 100-105 posti.
Il 12 ottobre 2010 il prototipo del Sukhoi Superjet 100 (RA-95004) ha effettuato con successo il programma di certificazione di rumorosità dell'EASA, secondo il capitolo 4 dell'ICAO. L'aereo ha effettuato in totale 13 voli sulla base dell'aeroporto di Cuneo-Levaldigi con la partecipazione dell'Alenia Aermacchi.
Il 4 novembre 2010 il primo esemplare di serie del Sukhoi Superjet 100 (RA-95007), costruito per la compagnia aerea armena Armavia, è decollato dall'aeroporto di Komsomol'sk-na-Amure. Dopo 3 ore di volo, l'aereo pilotato dai russi Aleksandr Ivanov (in russo: Александр Иванов) e Aleksandr Kočetkov (in russo: Александр Кочетков) ha effettuato l'atterraggio all'aeroporto di partenza.
Il 17 gennaio 2011 è stata annunciata la consegna del primo esemplare di serie alla compagnia aerea armena Armavia. Tale consegna tuttavia è avvenuta solo quattro mesi dopo, il 19 aprile 2011, con una cerimonia effettuata all'aeroporto di Yerevan-Zvartnots in cui l'aereo, con registrazione EK 95015 ed intitolato a Jurij Gagarin, è stato in effetti preso in carico dalla compagnia.
Il 28 gennaio 2011 il Registro degli aeromobili del Comitato Interstatale di Aviazione (in russo: Авиационный регистр Межгосударственного авиационного комитета) ha dichiarato di aver concesso la certificazione al velivolo a partire dal 3 febbraio 2011.
Il 31 gennaio 2011 il secondo esemplare di serie del Sukhoi Superjet 100 (RA-95008), costruito per la compagnia aerea russa Aeroflot, è decollato dall'aeroporto di Komsomol'sk-na-Amure. Dopo 50 minuti di volo, l'aereo pilotato dai russi Leonid Čikunov (in russo: Леонид Чикунов) e Vadim Širokich (in russo: Вадим Широких) ha effettuato l'atterraggio all'aeroporto di partenza. L'aereo ha ricevuto il nome del famoso pilota russo, Eroe dell'Unione Sovietica, Michail Vodop'janov (in russo: Михаил Водопьянов).
Il 3 febbraio 2011 - l'aereo Sukhoi Superjet 100 ha ricevuto il certificato di tipo da parte del Comitato Interstatale di Aviazione (in russo: Межгосударственный Авиационный Комитет), che conferma la rispondenza della costruzione del velivolo alle norme di aviazione civile in vigore e permette alle compagnie aeree operare il SSJ 100 per voli commerciali nei paesi della Comunità degli Stati Indipendenti. Inoltre, con la partecipazione dell'EASA, l'aereo ha effettuato il programma di certificazione secondo le norme FAR-25, JAR-25 del capitolo IV della ICAO per la rumorosità.
Il 29 marzo 2011 la compagnia aerea russa Aeroflot ha aperto le vendite sui voli di linea Mosca-Šeremet'evo-Nižnij Novgorod con il Sukhoi Superjet 100 dal 15 maggio 2011.
Il 21 aprile 2011 la compagnia armena Armavia ha completato il primo volo di linea del Sukhoi Superjet 100, avvenuto sulla tratta Yerevan-Mosca con 90 passeggeri a bordo.
Il 1º maggio 2011 alle 13:30 (ora locale) il primo Sukhoi Superjet 100, proveniente dall'aeroporto di Yerevan-Zvartnots in Armenia, ha effettuato l'atterraggio all'aeroporto di Venezia-Tessera. A bordo dell'aereo, pilotato dall'armeno Aram Egojan insieme con due piloti-istruttori russi Leonid Čikunov e Sergej Korostiev, è arrivato a Venezia l'Ambasciatore italiano Bruno Scapini, inaugurando questo volo di linea che collegherà regolarmente i due paesi.
Il 16 giugno 2011 viene effettuato il primo volo commerciale con la compagnia di bandiera russa Aeroflot, tra Mosca-SVO e San Pietroburgo-Pulkovo-LED.
Nel primo mese dall'entrata in servizio di trasporto passeggeri sulle rotte della Armavia, il primo SSJ 100 di serie ha effettuato 168 ore di volo, trasportando 2 885 passeggeri sulla distanza di 85 800 km, effettuando i voli di linea da Yerevan per gli aeroporti russi di Mosca-SVO, Mosca-DME, Mosca-VKO, per gli aeroporti ucraini di Odessa, Donec'k, Simferopoli, per gli aeroporti italiani di Venezia e Roma ed anche per Larnaca (Cipro), per Aleppo (Siria), per Tel Aviv (Israele), per Bejrut (Libano), per Lione (Francia).
Il 7 dicembre 2011 è stato annunciato che l'Alenia Aermacchi ha elaborato il nuovo design interno degli aerei Sukhoi Superjet 100. Il nuovo design entrerà in produzione sugli aerei a partire dal 2012. Gli interni degli aerei saranno assemblati nello stabilimento di Sukhoi di Ul'janovsk e non più a Komsomol'sk-na-Amure, permettendo di aumentare le capacità di assemblaggio e la qualità degli interni, visto che lo stabilimento di Ul'janovk ha una lunga storia di produzione degli aerei civili per la russa Tupolev. Inoltre, grande novità, è previsto anche l'assemblaggio degli interni degli aerei Sukhoi Superjet 100 allo stabilimento di Alenia Aermacchi di Venezia, in Italia.
Il 17 gennaio 2012 il propulsore PowerJet SaM146 1S18 Turbofan del Sukhoi Superjet 100 è stato certificato dall'EASA. Questo ulteriore sviluppo permette all'aereo di aumentare ulteriormente il raggio d'azione a 4 578 km con pieno carico di passeggeri a bordo.
Il 3 febbraio 2012 il Sukhoi Superjet 100 (modello RRJ-95B) ha ricevuto il certificato di tipo A-176 dall'EASA secondo le regole CS-25 EASA.
Il 22 novembre 2012 l'Ente dell'Aviazione Civile dell'Indonesia DGCA ha rilasciato il certificato del tipo per il Sukhoj Superjet 100 (RRJ-95B) permettendo l'inizio delle consegne di 12 aerei russi ordinati dalla compagnia aerea indonesiana Sky Aviation.
Nel febbraio 2013 durante il Salone Aeronautico Aero India è stato firmato un accordo preliminare con le compagnie aeree Air India e Go Air che prevede la certificazione del SSJ 100 in India e un accordo per vendita di 50-70 aerei della Sukhoi in India.
Il 12 febbraio 2013 il primo SSJ 100LR (95032) equipaggiato con i propulsori PowerJet SaM146 1S18 certificati nel 2012 si alzò nel volo. Il launch customer del tipo SSJ 100LR ha ordinato 10 aerei nel 2011 per 323 milioni USD.
Il 2 agosto 2013 il secondo SSJ 100 della messicana Interjet è arrivato all'aeroporto di Toluca-TLC dall'aeroporto di Venezia.
Il 18 settembre 2013 prendono servizio in Messico i due velivoli "Sukhoi Superjet 100" venduti all'aerolinea Interjet. SuperJet International si è occupata inoltre dell'addestramento degli equipaggi e sarà responsabile dell'assistenza post-vendita alla flotta tramite un Customer Care Center sito a Venezia.

## Descrizione
È un aereo di linea regionale narrow-body biturbina da 75-100 posti, per rotte a corto raggio. È caratterizzato da Ala bassa.
Gli interni sono progettati e curati dalla Pininfarina.
La joint venture SuperJet International è responsabile delle attività di marketing, vendita, personalizzazione e consegna del velivolo in Europa, Nord e Sud America, Africa, Giappone e Oceania, nonché dell'addestramento dei piloti e dell'assistenza post vendita in tutto il mondo e della progettazione e sviluppo di alcune versioni speciali (Business jet e Cargo).

## Varianti
Superjet 100-60
proposta abbandonata per una versione da 68 posti.
Sukhoi Superjet 100-75
versione da 78 posti.
Sukhoi Superjet 100-75LR
versione da 78 posti long range.
Sukhoi Superjet 100-95
versione da 98 posti.
Superjet 100-95LR
versione da 98 posti long range [la certificazione prevista nel 2013].
Superjet 100-110
proposta in fase di studio per una versione da 110 posti.
Superjet 100-Cargo
versione cargo con la capacità di 15 tonnellate
Superjet 100-Business
versione VIP dell'aereo Sukhoi Superjet 100
Superjet 100-130
proposta in fase di studio per una versione da 130 posti.

## Ordini e consegne
Tabella rassuntiva degli esemplari in servizio, aggiornata al 22 febbraio 2017.

### Militari
Thailandia
- Kongthap Akat Thai

3 SSJ100 da trasporto VIP ordinati nel 2014, consegnati al giugno 2018 e tutti in servizio al gennaio 2023.
 Zambia
- Zambia Air Force

1 SSJ 100 acquistato nel 2018 e consegnato a fine febbraio del 2019.

## Incidenti
- Il 9 maggio 2012 un Sukhoi SuperJet 100 (SN 97004) con 50 persone a bordo, tra equipaggio e passeggeri, scomparve dagli schermi radar nell'area di Bogor, a 60 km circa a sud di Giacarta, Indonesia, durante un volo dimostrativo.[79] Il contatto radio fu perso poco dopo che i piloti avevano chiesto il permesso di scendere a 6000 piedi (1829 m). Dopo avere iniziato la sua discesa, il velivolo scomparve dagli schermi radar a una altitudine di 6200 piedi (1890 m) in una zona montuosa.[80] Il relitto del velivolo fu rinvenuto il giorno successivo degli elicotteri dei soccorritori sulle pendici del monte Salak.

Il rapporto d'inchiesta della commissione nazionale per la sicurezza dei Trasporti (Knkt) indonesiana indicò nell'errore umano la causa dell'incidente. I piloti, infatti, ignorarono deliberatamente gli avvisi del Terrain Awareness and Warning Systems (TAWS il sistema automatico che rileva traiettorie di volo compatibili con un impatto al suolo), ritenendo che il database del terreno del sistema TAWS non fosse aggiornato e portando così l'aereo a schiantarsi contro le pendici del vulcano nascoste dalle nubi.
- Il 21 luglio 2013 un Sukhoi SuperJet 100 (SN 97005) con 5 persone a bordo, tra equipaggio ed ingegneri, ha effettuato un atterraggio d'emergenza con i carrelli di atterraggio che si sono bloccati. La manovra è stata effettuata in regime automatico con un propulsore spento e con vento laterale forte per imitare le condizioni critiche reali all'aeroporto Internazionale di Keflavík, Islanda, come previsto dal programma di certificazione del SSJ 100 secondo i criteri ICAO CAT III А. Nessuno ha riportato danni a seguito dell'incidente.[82]
- Il 5 maggio 2019 il volo Aeroflot 1492 con a bordo 78 persone, partito dall'aeroporto di Mosca-Sheremetyevo per Murmansk, ha invertito la rotta dopo esser stato colpito da un fulmine, e ha effettuato un atterraggio d'emergenza presso lo scalo di partenza durante il quale ha preso fuoco. Il bilancio parla di 41 morti sulle 78 persone che erano a bordo.[83]
- Il 12 luglio 2024 un SuperJet 100 di proprietà della Gazprom precipita durante il volo di collaudo post riparazione. Il bilancio è di 3 morti.